# Attackers FC
El Attackers FC es un equipo de fútbol de Anguila que juega en la Liga de Fútbol de Anguila, la liga de fútbol más importante de las isla.

## Historia
Fue fundado en el año 1978 en la localidad de The Valle-North y es el equipo de fútbol más viejo de Anguila, así como uno de los clubes fundadores de la Liga de Fútbol de Anguila en 1997.
Es uno de los clubes más ganadores de la isla, ya que cuenta con 4 títulos de liga.
| Temporada | Posición | Resultado  |
| --------- | -------- | ---------- |
| 1998-99   | 1.º      | Campeón    |
| 2000-01   | 2.º      |            |
| 2001-02   | 3.º      |            |
| 2002-03   | 1.º      | Finalista  |
| 2004      | ?        |            |
| 2005-06   | ?        | Subcampeón |
| 2006-07   | 2.º      |            |
| 2007-08   | 1.º      | Campeón    |
| 2008-09   | 1.º      | Campeón    |
| 2009-10   | 3.º      |            |
| 2010-11   | ?        |            |
| 2011-12   | ?        |            |
| 2012-13   | 1.º      | Campeón    |
| 2013-14   | ?        |            |
| 2014-15   | 3.º      |            |
| 2015-16   | 3.º      |            |
| 2016-17   | 4.º      |            |
| 2020      | 5.º      |            |
| 2021      | 6.º      |            |
| 2022      | 4.°      | Subcampeón |
| 2023      | 4.°      |            |
| 2024      | 3.°      |            |

## Palmarés
- Liga de Fútbol de Anguila (4)

1998–99, 2007–08, 2008–09, 2012–13